# Agata Zacheja
Agata Zacheja (ur. 13 czerwca 1997) – polska judoczka.
Zawodniczka klubów: AZS OŚ Łódź (2004-2015), WKS Gwardia Warszawa (od 2016). Srebrna medalistka zawodów pucharu świata seniorek (Warszawa 2018). Brązowa medalistka zawodów pucharu Europy seniorek (Bratysława 2018). Brązowa medalistka mistrzostw Polski seniorek 2017 w kategorii do 63 kg.